# Händel Reference Database
L'Händel Reference Database (HRD) è la più grande collezione di documenti su Georg Friedrich Händel (1685-1759) e il suo tempo. Fu lanciato nel gennaio 2008 sul server del Center for Computer Assisted Research nelle Scienze umane (CCARH) presso la Stanford University. Originariamente assemblato da Ilias Chrissochoidis  per sostenere la sua tesi di dottorato "Prima accoglienza degli oratori di Handel, 1732-1784: Narrativa-Studi-Documenti" (Stanford University, 2004), che comprende ora circa 4.000 articoli e 800.000 parole. HRD è organizzato in un ordine cronologico che copre il periodo dal 1685 al 1784 focalizzandosi sulla carriera e l'accoglienza di Händel in Gran Bretagna. Esso comprende trascrizioni di fonti a stampa e manoscritte, alcune delle quali rimangono inedite ( "L'Accademia di Musica Vocale", British Library, Agg.Ms. 11732; ". "The John Marsh Diaries", 1802-1828", libreria di Huntington, HM 54457, voll. 23-37) e link esterni alla letteratura secondaria precoce sul compositore. Il progetto ha ricevuto il sostegno finanziario della Houghton Library della Harvard University (2010-11) e della William Andrews Clark Memorial Library di UCLA (2011-12).
HRD è elencato in An International Handel Bibliography / Internationale Händel-Bibliographie: 1959-2009. Collegamenti alla banca dati sono disponibili presso i portali web della American Musicological Society (AMS), la American Society for Eighteenth-Century Studies (ASECS), the British Society for Eighteenth-Century Studies (BSECS),, la Society for Eighteenth-Century Music (SECM), la Stiftung Händel-Haus in Halle, il Foundling Museum, e la Stanford University's, la Harvard University's, UC Berkeley's, e l'University College London's Library Services.